# 温德尔斯巴赫
温德尔斯巴赫是德国巴伐利亚州的一个市镇。总面积38.50平方公里，总人口1075人，其中男性549人，女性526人（2011年12月31日），人口密度28人/平方公里。